# Familia Abin

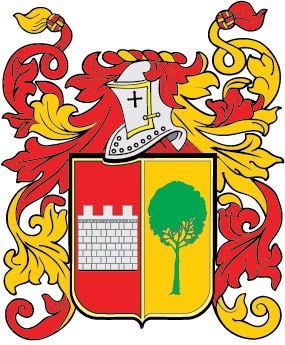
Uno de los escudos nobiliarios de la familia Abin.

Abin es un apellido de origen vasco-asturiano perteneciente a la nobleza e hidalguía españolas. Obtuvo la Real Provision de Hidalguía en 1767 de la Real Chancilleria de Valladolid.

## Orígenes
El linaje Abin está radicado en Asturias, concretamente en Leces y Llera, así como en Álava, en el País Vasco y Madrid. Pasó también a Valencia y otros puntos de Castilla.
De la casa solariega de Llera, en Asturias, fueron: 
1 - Toribio de Abin, casado con doña María de Margalles. 
2 - Cibrian de Abin y Margalles, casado con doña Maria de la Llera. 
3 - Jacinto de Abin y de la Llera, que se casó con doña Ángela Riaño y de Balbín. 
4 - Domingo de Abin y Riaño, casado con doña Juana Calvo y del Olmo. 
En España existen distintas casas solariegas. Desde muy remotos siglos fue conocida y muy considerada en la alta sociedad. Los historiadores hacen notar que no todos los linajes de este apellido tienen un origen común. 
Los escudos heráldicos de los Abin están certificados por el Cronista y Decano Rey de Armas Don Vicente de Cadenas y Vicent.
ABIN es el 19435º apellido más común de España, en todo el territorio español encontramos censados 148 con ABIN como primer apellido y 160 con ABIN como segundo apellido.
Las provincias donde el apellido ABIN es más común son:
- Álava, siendo el 1265º apellido más común, con 43 habitantes que lo poseen como primer apellido y 28 como segundo apellido.

- Cantabria, siendo el 1108º apellido más común, con 58 habitantes que lo poseen como primer apellido y 71 como segundo apellido.

## Escudos de Armas

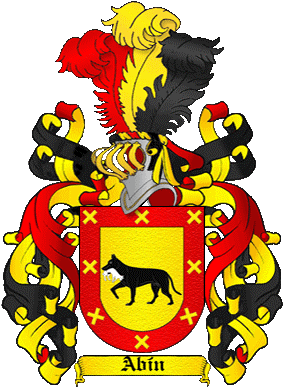
Escudo nobiliario de la familia Abin en el País Vasco.

La familia posee varios escudos de armas en Asturias y el País Vasco.
- Los de Llera (Asturias) traen: Partido: primero: En gules, un pedazo de muro, de plata, y segundo: En oro, un árbol de sinople.[1]
- País Vasco: En oro, un lobo de sable cebado. Bordura de gules con ocho aspas de oro.[1]